# Ванговець малабарський
Ванговець малабарський (Tephrodornis sylvicola) — вид горобцеподібних птахів родини вангових (Vangidae). Раніше вважався підвидом ванговця великого.

## Поширення
Ендемік Індії. Поширений на Західних Гатах.

## Спосіб життя
Трапляється парами або невеликими групами, може утворювати змішані зграї з іншими птахами. Пересувається в кронах дерев у пошуках поживи. Харчується комахами.